# Meininger Hotel Gruppe
Il Meininger Hotel Gruppe è una catena alberghiera britannica nata in Germania nel 1999 che gestisce 34 hotel a basso costo in 18 nazioni europee (2021).
Hannes Spanring è l'amministratore delegato della società operativa "Meininger Shared Services GmbH" da giugno 2016. La società ha oltre 750 dipendenti (2019).
Nel 1999 Nizar Rokbani ha aperto il primo "Meininger Hotel" insieme a un partner commerciale in Meininger Straße a Berlino-Schöneberg..
Nel 2017 ha aperto il primo hotel in Italia a Milano in prossimità della fermata “Cenisio” metro M5/linea lilla. A pochi passi dal centro e dalla parte più nuova e riqualificata della città Porta Garibaldi (Milano) e CityLife.
Il 2018 è stato l’anno di Roma e di un secondo Hotel a Milano.
Nel 2019 è stata la volta della Francia con il primo hotel nel XII arrondissement di Parigi in posizione centralissima vicino alla fermata Porte de Vincennes, subito seguito da un secondo Hotel a Lione.
Seguono Bordeaux nel 2021 e Marsiglia 2022 .